# Mount Cantello
Mount Cantello är ett berg i Antarktis. Det ligger i Östantarktis. Nya Zeeland gör anspråk på området. Toppen på Mount Cantello är 1 823 meter över havet, eller 214 meter över den omgivande terrängen. Bredden vid basen är 3,5 km.
Terrängen runt Mount Cantello är kuperad åt nordväst, men åt sydost är den bergig. Trakten är obefolkad. Det finns inga samhällen i närheten.